# Pyrrosia eleagnifolia
 (juillet 2024).
Espèce
Pyrrosia eleagnifolia est une espèce de fougères de la famille des Polypodiaceae communément appelée en māori « fougère à feuilles de cuir » ou « ota ». C'est une fougère grimpante endémique de Nouvelle-Zélande qui a des feuilles épaisses, charnues et arrondies, et qui pousse à la fois sur le sol et en tant qu'épiphyte.

## Description

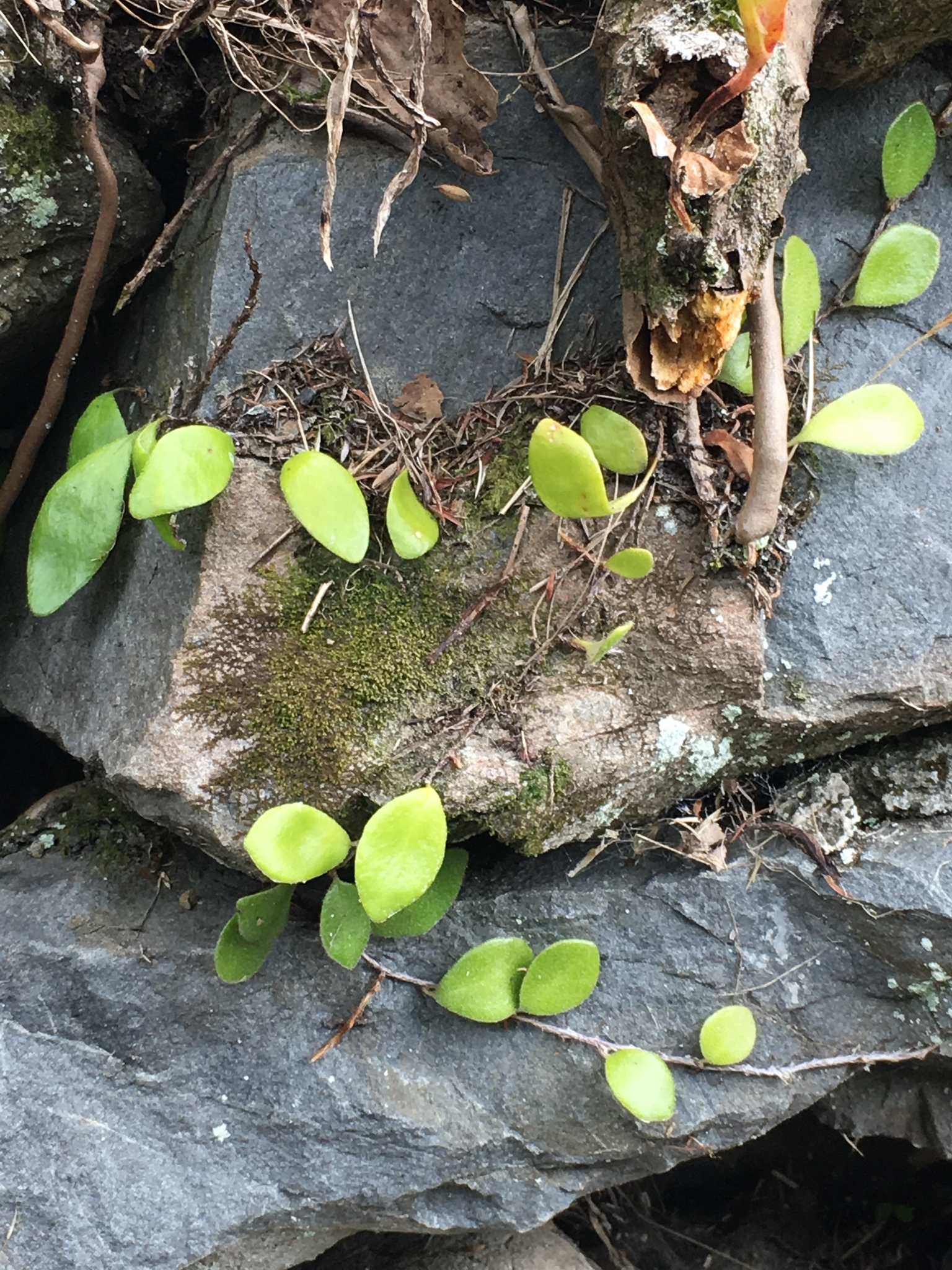
P. eleagnifolia poussant sur des rochers dans le jardin botanique de Wellington (Nouvelle-Zélande).

Pyrrosia eleagnifolia possède des frondes épaisses, non divisées, arrondies et de longueur extrêmement variable, pouvant être longues et minces, jusqu'à 20 cm de longueur, ou courtes et larges (2 cm, rarement (3 cm de large). Les frondes poussent sur de longs rhizomes rampants. Les frondes stériles sont généralement plus courtes et plus larges que les frondes fertiles. Les frondes sont épaisses et coriaces, lisses et arrondies, avec des extrémités émoussées. Elles sont vert foncé sur le dessus et abondamment recouvertes de poils brun clair à ramifications irrégulières sur le dessous.

## Répartition
Pyrrosia eleagnifolia se rencontre dans toute la Nouvelle-Zélande, des îles Kermadec jusqu'à l'île Stewart et les îles Chatham. C'est une espèce à forte adaptabilité et résistante, capable de tolérer des conditions sèches, et qui pousse en tant qu'épiphyte sur des arbres (indigènes ou introduits) ou des rochers, de la côte aux montagnes Elle est moins commune dans le sud de la Nouvelle-Zélande, en particulier dans district de Central Otago.

## Écologie

### Ravageurs et maladies
Les larves de plusieurs espèces de papillons de nuit ont été observées en train de se nourrir sur les feuilles et les sores de P. eleagnifolia. Il s'agit notamment de Sarisa muriferata, Calicotis crucifera, Philocryptica polypodii, Apoctena taipana, Eudonia zophochlaena], Scoparia illota et Scoparia molifera].

## Systématique
Le nom correct complet (avec auteur) de ce taxon est Pyrrosia eleagnifolia (Bory) Hovenkamp (d).
L'espèce a été initialement classée dans le genre Polypodium sous le basionyme Polypodium eleagnifolium Bory.
Pyrrosia eleagnifolia a pour synonyme :
- Polypodium eleagnifolium Bory

Cette espèce a été confondue à l'origine avec Pyrrosia serpens, une espèce du Pacifique.

### Étymologie
Son épithète spécifique, du latin elaeagnus, « olive », et folium, « feuille », fait référence à l'apparence de ses feuilles.